# Zottel-Lein
Der Zottel-Lein (Linum hirsutum), auch Zotten-Lein genannt, ist eine Pflanzenart aus der Gattung Lein (Linum) innerhalb der Familie der Leingewächse (Linaceae). Sie ist in Österreich, Tschechien, Polen und Ungarn sowie in Südosteuropa und der Türkei verbreitet.

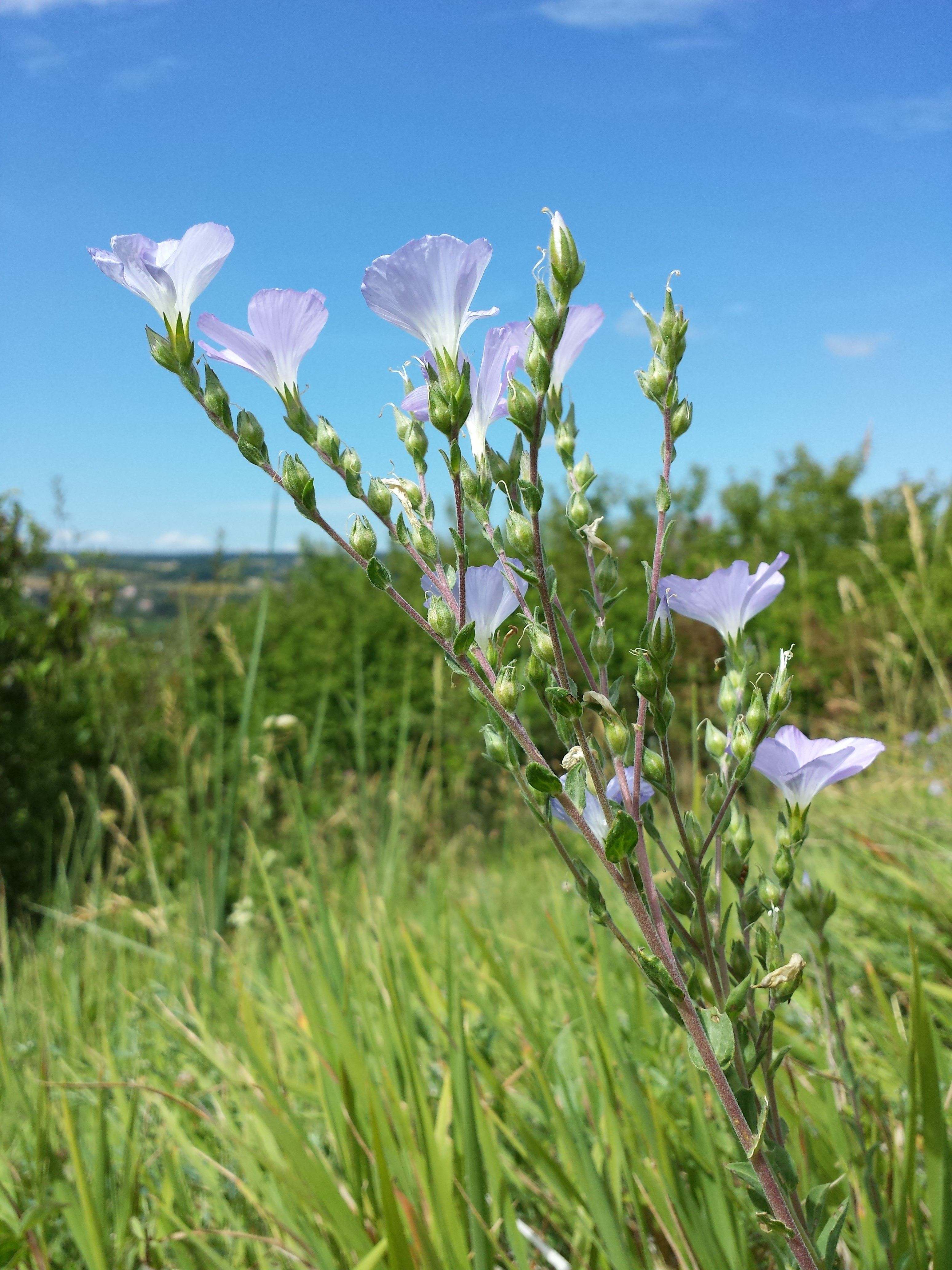
Habitus

## Beschreibung

### Vegetative Merkmale
Der Zottel-Lein ist eine ausdauernde krautige Pflanze, die Wuchshöhen von 20 bis 60 Zentimeter erreicht. Viele oberirdische Pflanzenteile sind behaart. Die überwiegend wechselständig am Stängel angeordneten Laubblätter sind sitzend. Die einfache Blattspreite ist ungeteilt und ganzrandig. Die mittleren Laubblätter besitzen eine bei einer Breite von meist 4 bis 10 Millimetern eiförmig-längliche bis längliche Blattspreite, die drüsenlos bewimpert ist.

### Generative Merkmale
Die Blühzeit des Zottel-Lein reicht in Mitteleuropa von Juni bis Mitte Oktober. Die Deckblätter sind drüsig bewimpert. Die Blütenstiele sind kürzer als die Kelchblätter. Die Blüten sind radiärsymmetrisch und fünfzählig mit doppelter Blütenhülle. Die Kelchblätter haben breit eilanzettliche Form und sind meist drüsenlos. Die fünf freien Kronblätter sind 20 bis 30 Millimeter lang. Die Farbe der Kronblätter ist lilablau mit einer gelblichen Stelle am Grund. Die fünf Staubblätter sind am Grund zu einem Ring verwachsen. Auf dem oberständigen Fruchtknoten befinden sich ein, drei oder fünf Griffel auf, der Zottel-Lein ist also verschiedengriffelig.

### Chromosomenzahl
Die Chromosomenzahl beträgt 2n = 16.

## Ökologie
Beim Zottel-Lein handelt es sich um einen Hemikryptophyten.

## Verbreitung und Gefährdung
Der Zottel-Lein ist in Mitteleuropa in Österreich, Tschechien, Polen und Ungarn sowie in Südosteuropa, Ukraine, Krim und der Türkei heimisch. Im deutschsprachigen Raum tritt er ausschließlich in Österreich auf.
In Österreich tritt der Zottel-Lein nur in der Unterart Linum hirsutum subsp. hirsutum im pannonischen Gebiet selten auf trockenwarmen meist ruderal gestörten und offenen Säumen und Rasen in der collinen Höhenstufe auf. Die Vorkommen beschränken sich auf die Bundesländer Wien, das Burgenland, Niederösterreich und Kärnten. Die Vorkommen in Kärnten gelten jedoch als fraglich. In Oberösterreich und der Steiermark ist der Zottel-Lein ausgestorben. Der Zottel-Lein gilt als stark gefährdet.

## Systematik
Man kann neun Unterarten unterscheiden:
- Linum hirsutum L. subsp. hirsutum
- Linum hirsutum subsp. anatolicum (Boiss.) Hayek: Sie kommt in der europäischen und in der asiatischen Türkei vor.[4]
- Linum hirsutum subsp. bozdaghense Yılmaz & Kaynak: Sie kommt in der asiatischen Türkei vor.[4]
- Linum hirsutum subsp. byzantinum Azn.: Sie kommt in Griechenland und in der europäischen Türkei vor.[4]
- Linum hirsutum subsp. glabrescens (Rochel) Soó: Sie kommt in Tschechien, in der Slowakei, in Serbien, Bulgarien und Ungarn vor.[4]
- Linum hirsutum subsp. oreocaricum P.H. Davis: Sie kommt in der asiatischen Türkei vor.[4]
- Linum hirsutum subsp. platyphyllum (P.H. Davis) Yılmaz & Kaynak: Sie kommt in der asiatischen Türkei vor.[4]
- Linum hirsutum subsp. pseudoanatolicum P.H. Davis: Sie kommt in der asiatischen Türkei vor.[4]
- Linum hirsutum subsp. spathulatum (Halácsy & Bald.) Hayek: Sie kommt in Albanien, im früheren Jugoslawien, in Griechenland und in Bulgarien vor.[4]

## Bilder

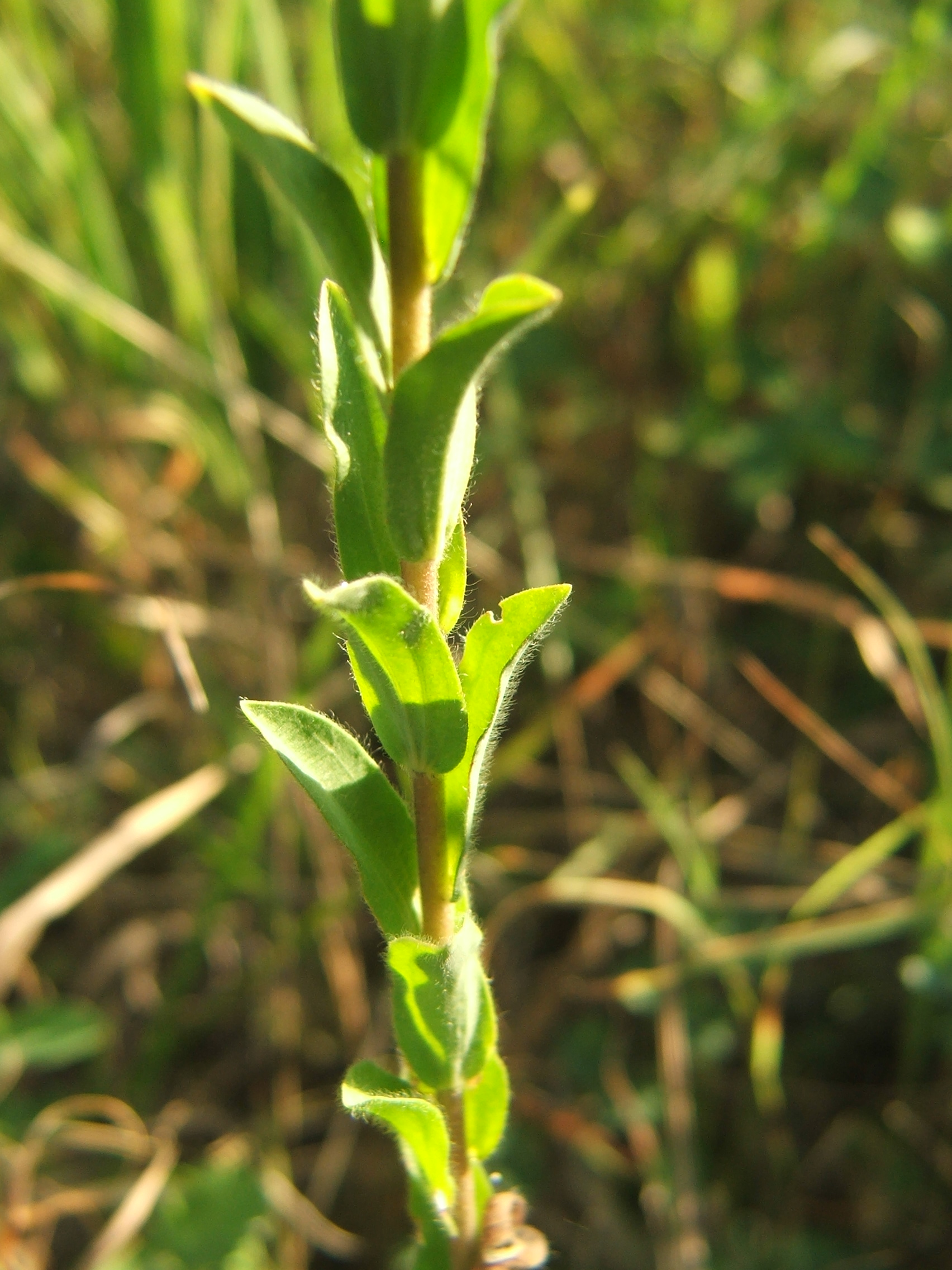
Stängel mit behaarten Laubblättern
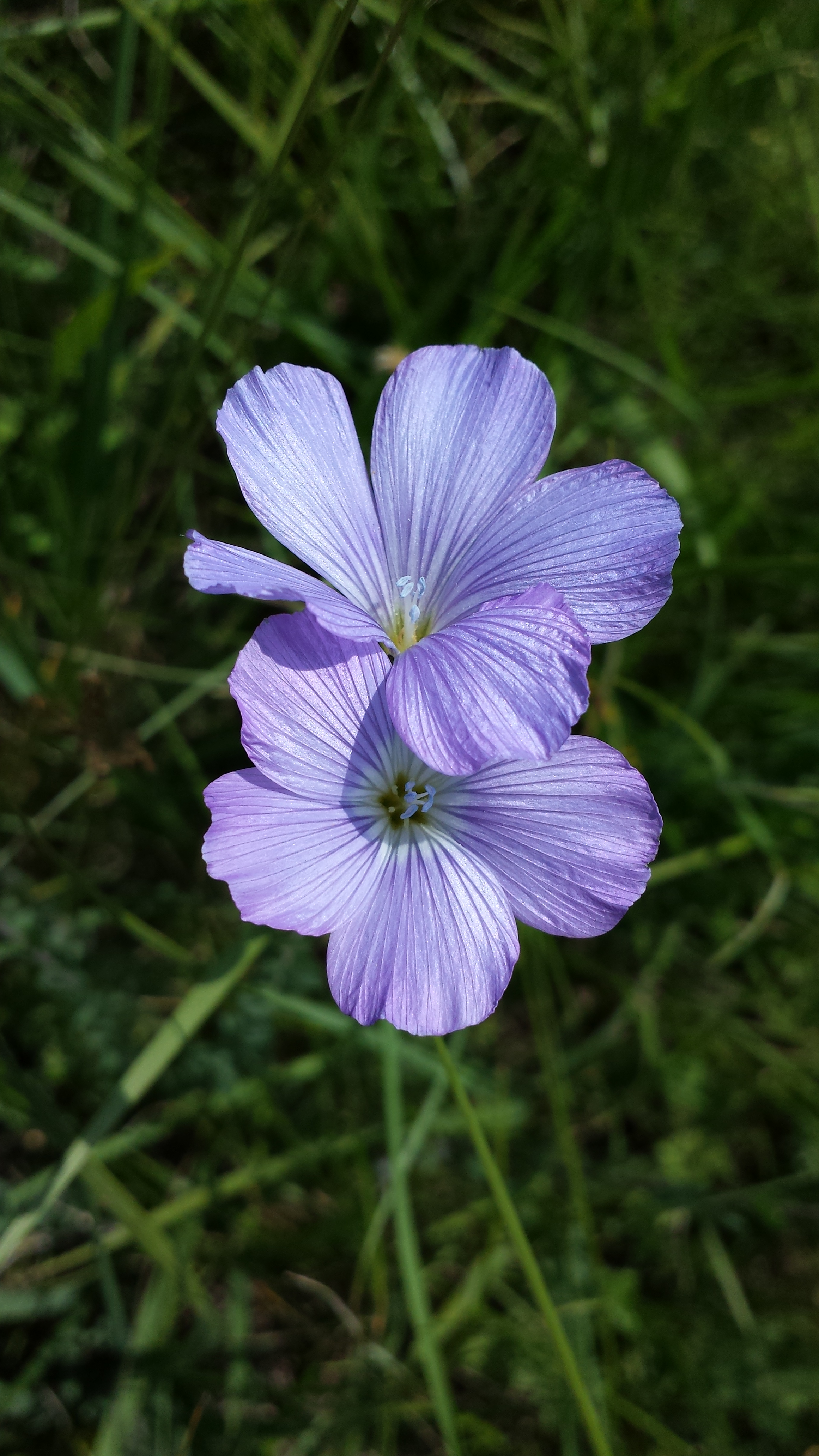
Fünfzählige Blüten
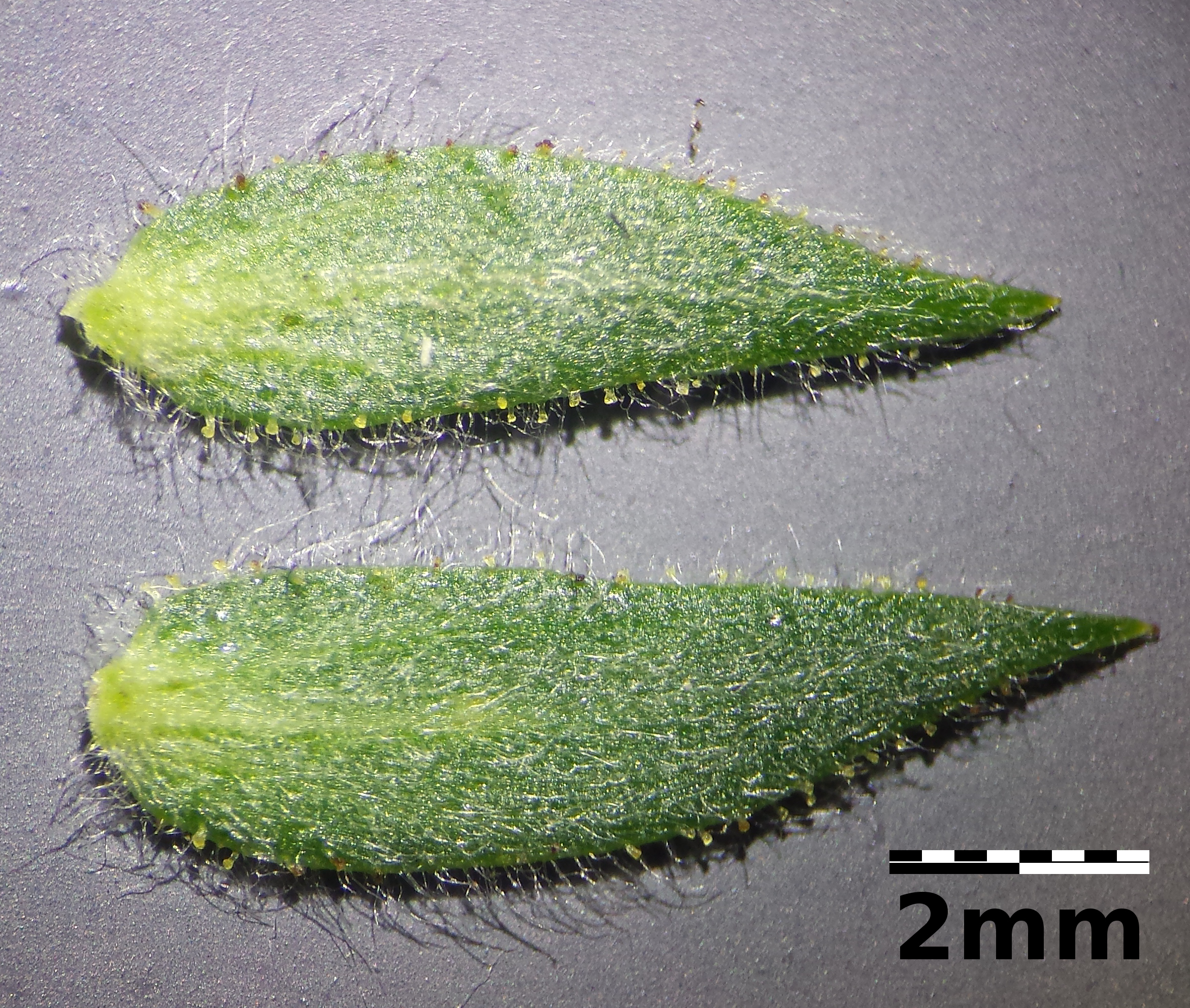
Drüsig bewimperte Deckblätter
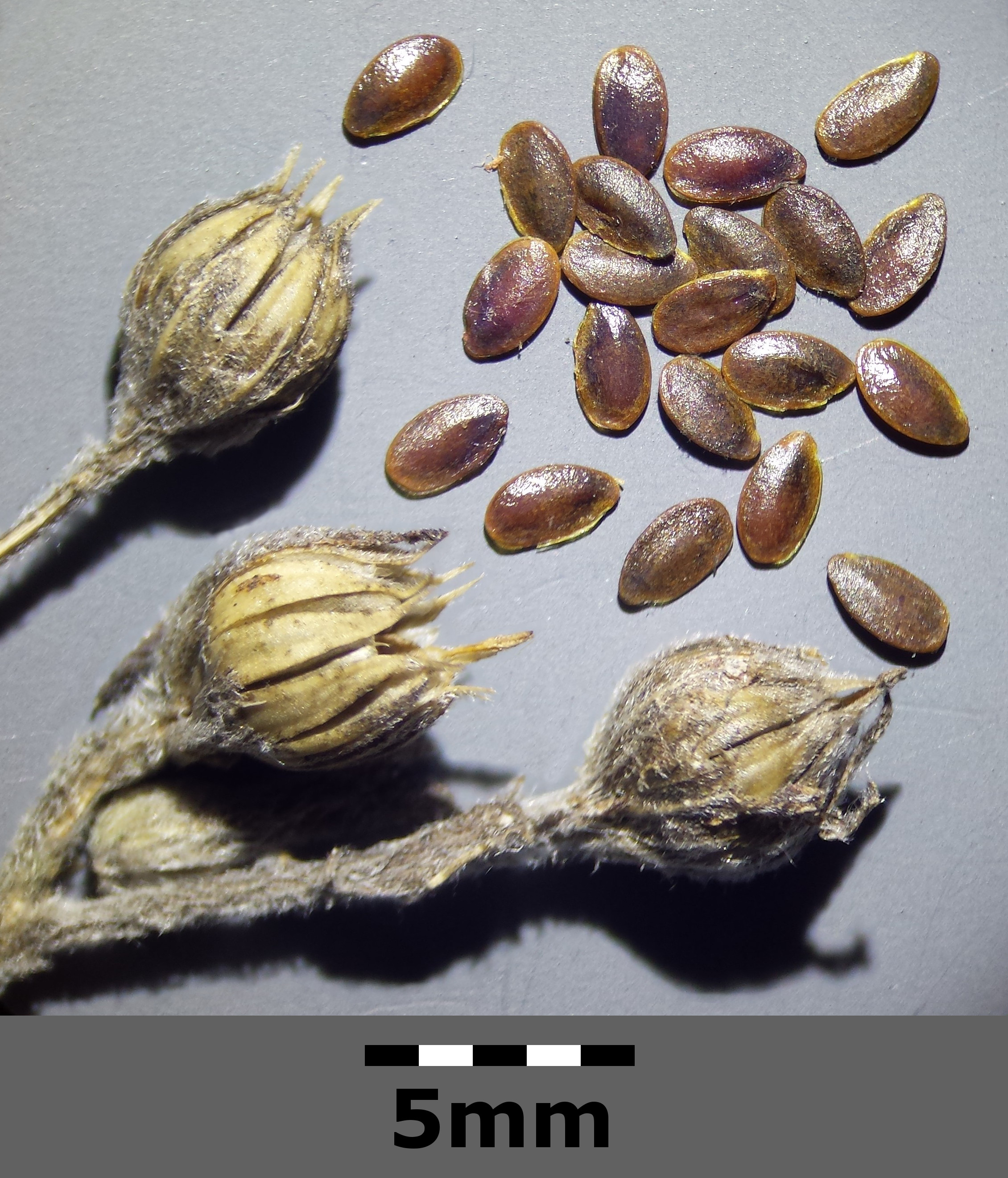
Kapselfrüchte mit Samen
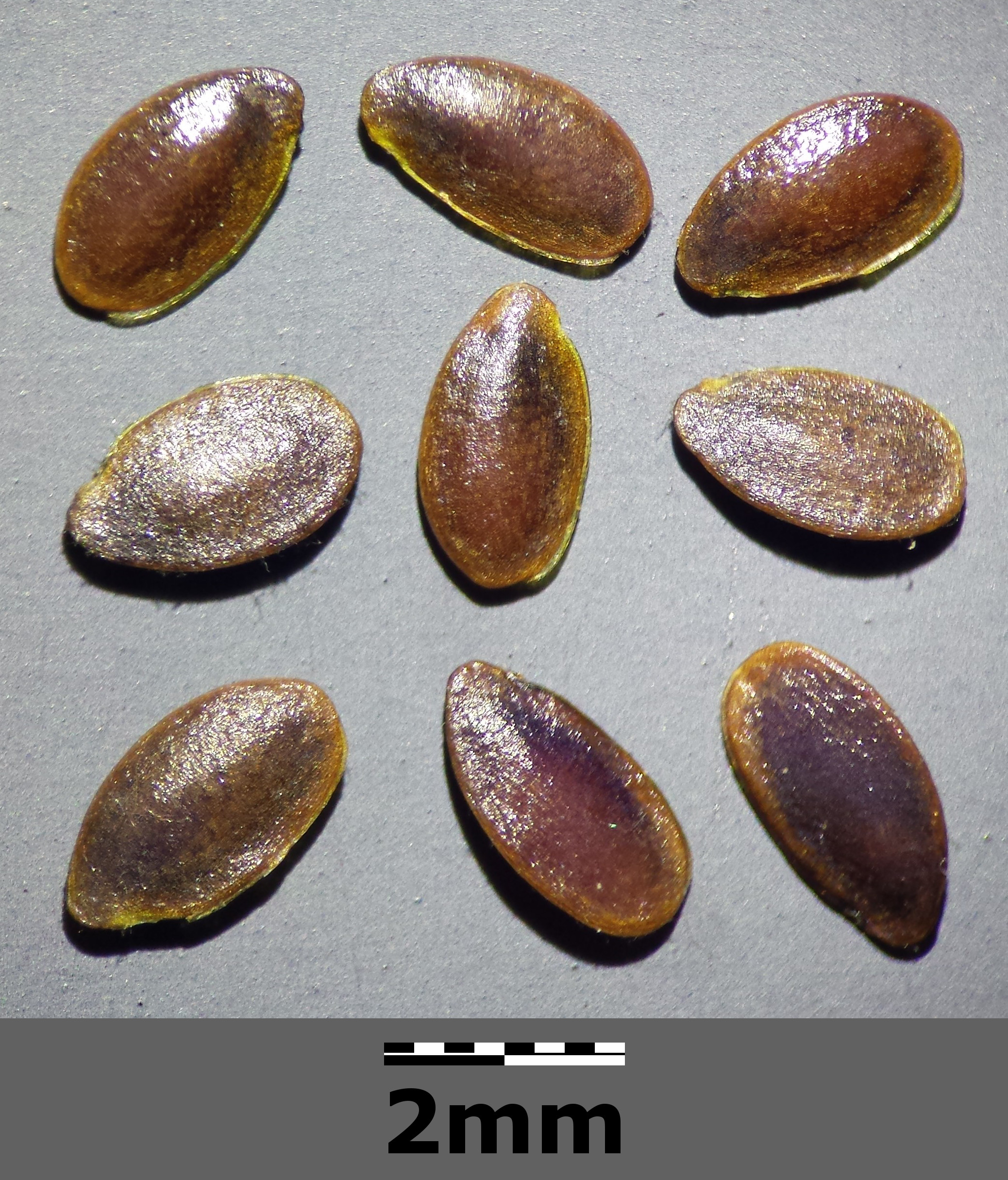
Samen